# District de Thunder Bay
Le District de Thunder Bay est un district et une division de recensement du Nord-ouest de l'Ontario au Canada. Le centre administratif est à Thunder Bay.
Au recensement de 2006, on a dénombré une population de 149 063 habitants. Sa superficie est de 103 706,27 km2 (40 041 mi2). La densité de population est de 1,4 habitant par km2 (3,7 hab./mi2).

## Histoire
Le District de Thunder Bay District fut créé en 1871 par le gouvernement de l'Ontario. Il était la partie occidentale du District d'Algoma. Ses limites nord et ouest étaient incertaines jusqu'à ce qu'elles soient déterminées par le Comité judiciaire du Conseil privé. Jusqu'à 1902 environ, il était souvent appelé Algoma Ouest.
Les districts suivants incluent des régions qui auparavant faisaient partie du District de Thunder Bay : 
- District de Rainy River, créé en 1885
- District de Kenora, créé en 1907 à partir du District de Rainy River
- District de Cochrane, créé en 1921

## Population
- Recensement de 2006 : 149 063

Près de 80 pour cent de la population du district vit dans la ville de Thunder Bay (Aire métropolitaine de recensement). Aucune communauté du district n'excède 7 000 habitants.

## Divisions de recensement
Municipalités:
- Ville de Thunder Bay
- Municipalité (town) de Greenstone
- Municipalité (town) de Marathon
- Canton de Conmee
- Canton de Dorion
- Canton de Gillies
- Canton de Manitouwadge
- Municipalité (canton) de Neebing
- Canton de Nipigon
- Canton de O'Connor
- Municipalité (Canton) de Oliver Paipoonge
- Canton de Red Rock
- Canton de Schreiber
- Canton de Shuniah
- Canton de Terrace Bay

## Voisins
- Keweenaw County, Michigan
- Comté de Cook, Minnesota
- District de Rainy River
- District de Kenora
- District de Cochrane
- District d'Algoma